# Професионална гимназия по облекло „Станка Николица Спасо-Еленина“
ПГО „Станка Николица Спасо-Еленина“ е училище в град Разград, на адрес: ул. „Каймакчалан“ № 9. Една смяна на обучение. Директор на училището от 1 април 2011 г. е Красимира Петкова.

## Условия
Училището разполага с: кабинет по CAD/CAM система, работилници оборудвани с шевни машини, козметичен салон, компютърен кабинет.

## Прием за 2012/2013 г.
За завършилите 7 клас, след явяване на изпит за проверка на способности по изобразително изкуство
спец. Моден дизайн професия Дизайнер със засилено изучаване на английски език,
За придобилите основно образование
спец. Моден дизайн професия Дизайнер
спец Конструиране, моделиране и технология на облекло от текстил
Задочна форма на обучение за навършили 16 години, прекъснали след завършено основно образование
спец. Козметика
спец. Оператор на производство на облекло от текстил